# Parastacilla tingara
Parastacilla tingara is een pissebed uit de familie Arcturidae. De wetenschappelijke naam van de soort is voor het eerst geldig gepubliceerd in 2000 door King.